# بوم‌شناسی صنعتی
بوم‌شناسی صنعتی یا اکولوژی صنعتی (انگلیسی: Industrial ecology) به مطالعه جریان مواد و انرژی درون سیستم‌های صنعتی گفته می‌شود. اقتصاد صنعتی جهانی را می‌توان به عنوان شبکه‌ای از فرایندهای صنعتی مدل‌سازی کرد که منابع را از زمین استخراج کرده و آن منابع را به کالاهایی تبدیل می‌کند که برای تأمین نیازهای بشریت می‌توان آنها را خرید و فروش کرد. بوم‌شناسی صنعتی به دنبال تعیین کمیت جریانات مادی و مستندسازی فرایندهای صنعتی است که جامعه مدرن را می‌چرخاند. اکولوژیست‌های صنعتی اغلب نگران تأثیراتی هستند که فعالیت‌های صنعتی بر محیط زیست می‌گذارد، از جمله استفاده از منابع طبیعی کره زمین و مشکلات دفع زباله. بوم‌شناسی صنعتی یک زمینه تحقیقاتی چند رشته‌ای جوان اما در حال رشد است که جنبه‌های مهندسی، اقتصاد، جامعه‌شناسی، سم‌شناسی و علوم طبیعی را با هم ترکیب می‌کند.
بوم‌شناسی صنعتی به عنوان «گفتمان چند رشته‌ای مبتنی بر سیستم که به دنبال درک رفتار ظهور سیستم‌های پیچیده انسانی-طبیعی است» تعریف شده است. این رشته با بررسی مشکلات از چند منظر به موضوعات پایداری می‌پردازد، که معمولاً جنبه‌هایی از جامعه‌شناسی، محیط، اقتصاد و فناوری را شامل می‌شود. این نام از این ایده ناشی می‌شود که باید از قیاس سیستم‌های طبیعی به عنوان کمکی در درک نحوه طراحی سیستم‌های صنعتی پایدار استفاده شود.

## بررسی اجمالی

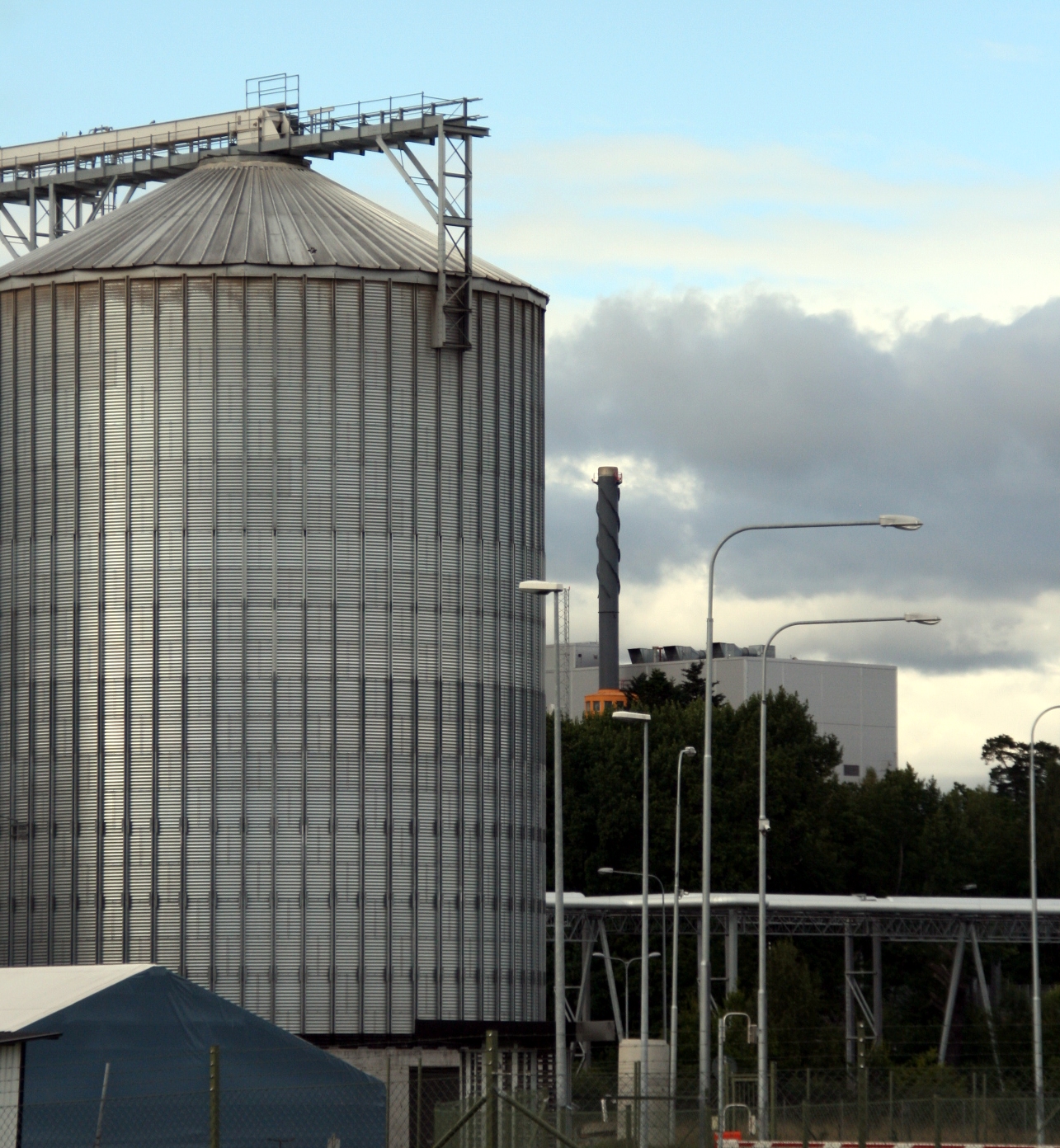
نمونه‌ای از همزیستی صنعتی. گرمای اتلاف شده به شکل بخار از طریق خط لوله به کارخانه اتانول مجاور ارسال می‌شود که از گرما به عنوان بخشی از فرایند تولید خود استفاده می‌کند.

اکولوژی صنعتی مربوط به تغییر فرایند صنعتی از سیستم‌های خطی (حلقه باز) به یک سیستم حلقه بسته می‌باشد. در سیستم حلقه باز سرمایه و منابع با عبور از سیستم به زباله تبدیل می‌شوند، درحالی که در سیستم حلقه بسته زباله‌ها می‌توانند ورودی فرایندهای جدید باشند.
بیشتر تحقیقات در زمینه‌های زیر متمرکز است:
- مطالعات جریان مواد و انرژی (متابولیسم صنعتی)
- کاهش مواد و کاهش کربن
- تغییر فناوری و محیط زیست
- برنامه‌ریزی، طراحی و ارزیابی چرخه زندگی
- طراحی برای محیط زیست (طراحی زیست محیطی)
- مسئولیت گسترده تولیدکننده (سرپرستی محصول)
- پارک‌های زیست-صنعتی (همزیستی صنعتی)
- سیاست محیط زیست محصول محور
- کارایی زیست‌محیطی